# Províncies Unides del Riu de la Plata
Províncies Unides del Riu de la Plata va ser la denominació emprada per al territori de l'actual Argentina, Uruguai i l'avui departament bolivià de Tarija des de la Revolució de Maig fins a mitjans de la dècada del 1830. El gentilici de les seves habitants era a la regió del Plata "rioplatenses" o "argentinos", nom que posteriorment es va utilitzar per a denominar a la República el 1853.

## Govern independent
El 1810, el poble de Buenos Aires va iniciar la Revolució de Maig, que va enderrocar i va expulsar al virrei, triant en el seu reemplaçament una Primera Junta de govern integrada majoritàriament per criolls, que va donar origen a la Guerra de la Independència contra Espanya (1810-1824). El 1813 es realitza l'Assemblea de l'any XIII, on s'establix l'Escut Nacional i l'Himne Nacional. El 1815 les províncies de la Lliga Federal reunides en el Congrés de l'Arroyo de la China, van declarar la seva independència d'Espanya, esperant per un congrés general de totes les altres Províncies Unides.

## Declaració d'independència
Durant la declaració de la independència el 9 de juliol de 1816 la majoria de les Províncies de l'antic Virregnat del Riu de la Plata prenen el nom de Províncies Unides de Sud-amèrica encara que es va mantenir també el de Províncies Unides del Riu de la Plata.
A aquesta declaració no van poder acudir excepte Córdoba; en el seu moment les províncies confederades en la Unió dels Pobles Lliures, que reconeixien a José Gervasio Artigas com a Protector, i que havien declarat la seva independència d'Espanya en el protocongrés de l'Arroyo de la China, avui Concepción del Uruguay, el 1815.
El motiu perquè la majoria de les províncies federals no pogués assistir al Congrés de Tucumán es va deure a l'impediment fet pels anomenats "unitaris" i la invasió iniciada des del Regne Unit de Portugal, Brasil i l'Algarve de la Província Oriental (anomenada Província Cisplatina), Misiones i l'est de la Mesopotamia.
Quant a Tarija, la contraofensiva reialista espanyola des de l'Alto Perú igualment va dificultar la seva representació al Congrés de Tucumán encara que sí que ho van fer els diputats per Chichas els quals també representaven a la província de Tarija.

## Congrés Nacional Constituent
Durant l'any 1825 totes les províncies (incloent la Província Oriental, actual Uruguai) i la província de Tarija i Chichas) es van reunir al Congrés Nacional Constituent Argentí d'aquest any, que va deixar en llibertat per a decidir per si mateix el seu futur a les quatre intendències de l'Alto Perú, que es trobaven sota l'administració provisoria de l'Exèrcit Llibertador al comandament del General Sucre.

## Confederació Argentina
El nom va caure en desús, sent reemplaçat pel de Confederació Argentina, referit ja només al territori del primer país, fins a 1861 aproximadament. Des de llavors, el nom República Argentina és l'habitual, encara que la Constitució admet els tres com noms oficials, emprant-se el terme Nación Argentina en la formació i sanció de les lleis.
L'Argentina és l'actual continuïtat política, cultural i jurídica d'aquesta unió. La Província Oriental es va separar definitivament després de la lluita per la independència contra el Brasil i es va convertir en l'actual República Oriental de l'Uruguai. D'altra banda, la província de Tarija va passar a ser un departament de Bolívia.